# بیطاریه
بیطاریه (به عربی: البیطاریة) یک روستا در سوریه است که در استان ریف دمشق واقع شده‌است. بیطاریه ۳٬۰۲۶ نفر جمعیت دارد.